# 畿內亞足球協會
畿內亞足球協會是專門管轄畿內亞足球事務的組織。畿內亞足球協會成立於1960年，並在翌年加入國際足協。此外，它還是非洲足協和西非洲足球聯會的成員之一。

## 外部連結
- 國際足協網頁 （页面存档备份，存于）
- 非洲足協網頁 （页面存档备份，存于）

1. ↑  Touré, Lamine. . Guineefoot. 2024-01-06  [2024-01-06] （fr-FR）.